# Biscayne National Park

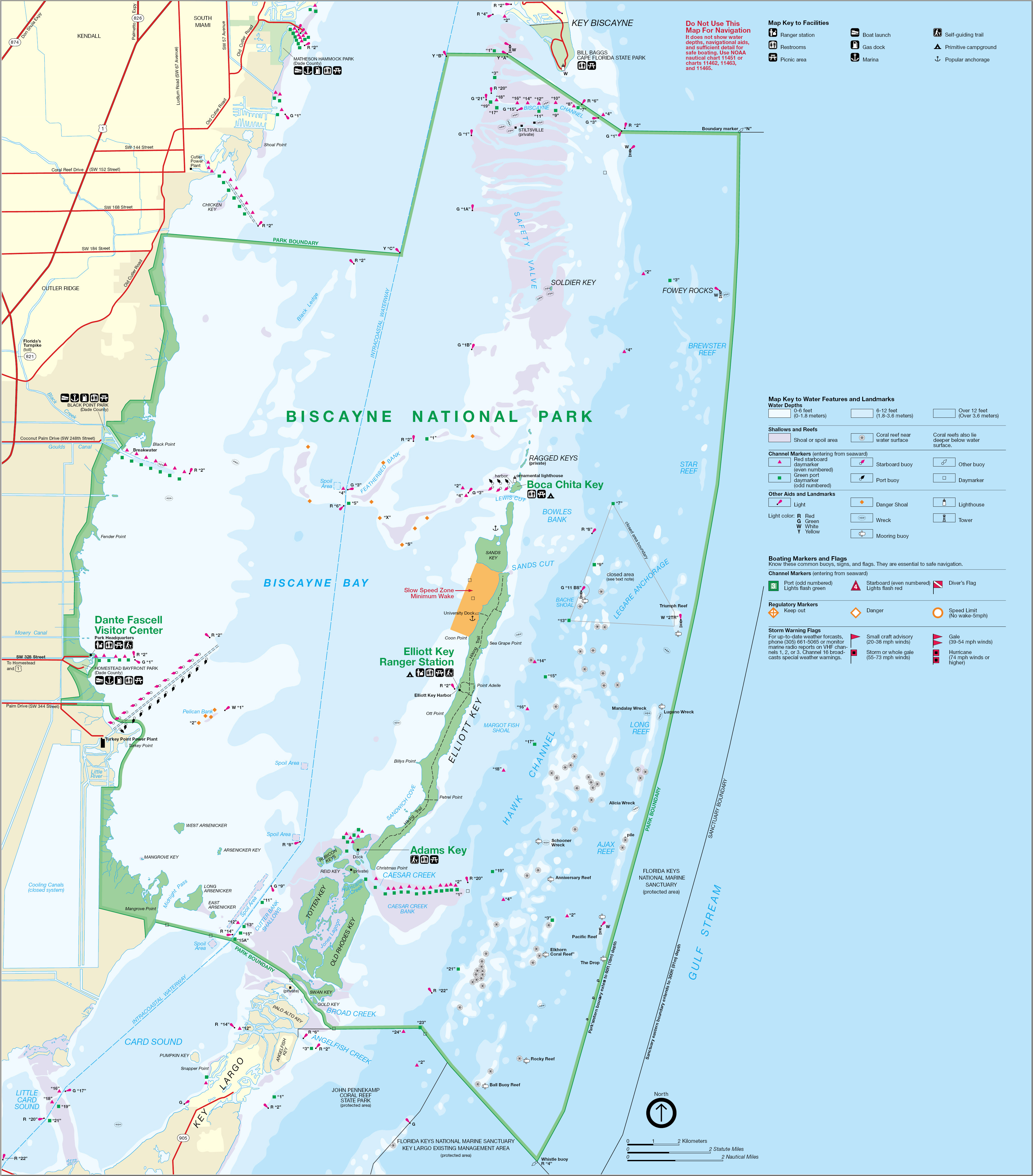
Kaart van Biscayne National Park

Biscayne National Park is sinds 1980 een nationaal park in de Verenigde Staten. Het park ligt ten oosten van Miami in de staat Florida. Biscayne National Park heeft een oppervlakte van 700 km², waarvan 95% bedekt is met water.
Binnen de grenzen van Biscayne National Park vallen vier ecosystemen:
- een smalle strook mangrovebos langs de kust van het vasteland
- het zuidelijke deel van de Biscayne Bay
- de noordelijkste eilanden van de Florida Keys
- het begin van het op twee na grootste koraalrif van de wereld

Toeristen bezoeken het park om te snorkelen of te duiken naar het koraalrif. Verder zijn er boottochten met gids naar het koraalrif en naar het mangrovebos.

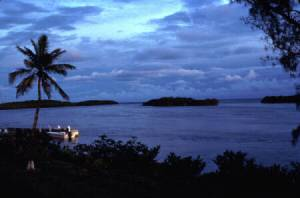
Biscayne National Park

Acadia · American Samoa · Arches · Badlands · Big Bend · Biscayne · Black Canyon of the Gunnison · Bryce Canyon · Canyonlands · Capitol Reef · Carlsbad Caverns · Channel Islands · Congaree · Crater Lake · Cuyahoga Valley · Death Valley · Denali · Dry Tortugas · Everglades · Gates of the Arctic · Glacier · Glacier Bay · Grand Canyon · Grand Teton · Great Basin · Great Sand Dunes · Great Smoky Mountains · Guadalupe Mountains · Haleakalā · Hawaii Volcanoes · Hot Springs · Indiana Dunes · Isle Royale · Joshua Tree · Katmai · Kenai Fjords · Kings Canyon · Kobuk Valley · Lake Clark · Lassen Volcanic · Mammoth Cave · Mesa Verde · Mount Rainier · New River Gorge · North Cascades · Olympic · Petrified Forest · Pinnacles · Redwood · Rocky Mountain · Saguaro · Sequoia · Shenandoah · Theodore Roosevelt · Virgin Islands · Voyageurs · Wind Cave · Wrangell-St. Elias · Yellowstone · Yosemite · Zion